# 신성고등학교
신성고등학교(新星高等學校)는 대한민국 경기도 안양시 만안구 안양동에 있는 사립 고등학교이다.

## 학교 연혁
- 1969년 11월 20일 : 학교법인 신성학원 설립인가
- 1974년 3월 5일 : 안양동고등학교 개교
- 1980년 3월 1일 : 신성 중.고등학교로 교명변경 (평북 선천 신성학교 교명 계승)
- 1996년 5월 3일 : 신축교사 준공
- 1996년 5월 10일 : 신축교사로 이전
- 1997년 4월 8일 : 도서관 정보자료센터 개관
- 2006년 11월 28일 : 원천문화관 개관
- 2007년 2월 27일 : 우정학사 (제1기숙사) 준공
- 2007년 9월 10일 : 골프학과 신설 승인
- 2008년 12월 24일 : 학교법인 원천학원으로 법인명 변경
- 2008년 12월 24일 : 원천학원 초대 이사장 안대종 박사 취임
- 2009년 12월 10일 : 교실 증축 및 과학실 현대화 완공
- 2009년 12월 10일 : 지하교실 증.개축 및 잔디구장 준공
- 2010년 3월 2일 : 원천학사 (제2기숙사) 개관
- 2024년 2월 7일 : 제49회 졸업식 (졸업생 281명, 연 25,551명)
- 2024년 2월 29일 : 2024년 입학 (신입생 321명)
- 2024년 3월 4일 : 제14대 교장 조은선 취임

## 설치 학과
- 골프과
- 7차일반

## 참고 자료
- 신성고등학교 - 한국교육학술정보원 학교알리미